# Hanni Wenzel
Hanni Wenzel (Straubing, Alemanya Occidental, 4 de desembre de 1956) és una esquiadora alpina de Liechtenstein, nascuda a Alemanya, que destacà a la dècada del 1970 i 1980.

## Orígens familiars
Va néixer el 14 de desembre de 1956 a la ciutat de Straubing, població situada a l'estat de Baviera. Nascuda a Alemanya, la seva família es traslladà de ben petita a Liechtenstein, aconseguint la nacionalitat d'aquest país, pel qual competí a nivell internacional. És germana d'Andreas Wenzel i Petra Wenzel, també esquiadors olímpics, es casà amb l'esquiador austríac Harti Weirather i la seva filla és l'esquiadora Tina Weirather.

## Carrera esportiva
Destacà a nivell internacional l'any 1974 en el Campionat del Món d'esquí alpí realitzat a Sankt Moritz, on aconseguí la medalla d'or en la prova d'eslàlom i la medalla de plata en la prova de combinada alpina. En els Jocs Olímpics d'Hivern de 1976 realitzats a Innsbruck (Àustria) aconseguí guanyar la medalla olímpica pel seu país en aconseguí finalitzar tercera en la prova d'eslàlom, a més de finalitzar onzena en la prova de descens i vintena en la d'eslàlom gegant. En aquests Jocs, a més de la citada medalla, també aconseguí guanyar la medalla de bronze en la prova, no olímpica però si mundialista, de combinada nòrdica.
En els mundials de 1978 aconseguí guanyar la medalla de plata en la prova de combinada, però la seva explosió es produí en els Jocs Olímpics d'Hivern de 1980 realitzats a Lake Placid (Estats Units), on aconseguí guanyar la medalla d'or en les proves d'eslàlom i eslàlom gegant a més de la medalla de plata en la prova de descens. Les medalles d'or guanyades es convertiren en les primeres d'aquest metall aconseguides pel seu país. Així mateix en aquesta competició aconseguí la medalla d'or en la prova de combinada alpina, prova no olímpica però si mundialista.
Les temporades 1981 i 1982 no va poder competir a causa d'una lesió i el 1983 va acabar en segona posició a la general, darrere de l'estatunidenca Tamara McKinney. L'any següent va estar a punt d'aconseguir tres primers llocs a la Copa del Món però en l'última cursa va quedar darrere de la suïssa Erika Hess. Tot i així, va aconseguir la seva primera victòria en un descens. Va disputar la seva darrera competició el març de 1984 a Zwiesel (Alemanya). Al llarg de la seva carrera aconseguí 33 victòries en la Copa del Món d'esquí alpí, a més de dues victòries de la General de la Copa del Món (1978 i 1980) i 5 victòries en disciplines.

### Copa del Món
| Temporada | disciplina     |
| --------- | -------------- |
| 1974      | Eslàlom gegant |
| 1978      | General        |
| 1978      | Eslàlom        |
| 1980      | General        |
| 1980      | Eslàlom gegant |
| 1980      | Combinada      |
| 1983      | Combinada      |

| Data                   | Seu                  | Disciplina     |
| ---------------------- | -------------------- | -------------- |
| 19 de desembre de 1973 | Zell am See          | Eslàlom gegant |
| 21 de febrer de 1975   | Naeba                | Eslàlom        |
| 14 de març de 1975     | Sun Valley           | Eslàlom        |
| 19 de gener de 1977    | Schruns              | Combined       |
| 15 de desembre de 1977 | Madonna di Campiglio | Eslàlom gegant |
| 10 de gener de 1978    | Les Mosses           | Eslàlom gegant |
| 22 de gener de 1978    | Maribor              | Eslàlom        |
| 24 de gener de 1978    | Berchtesgaden        | Eslàlom        |
| 25 de gener de 1978    | Berchtesgaden        | Eslàlom        |
| 2 de març de 1978      | Stratton Mountain    | Eslàlom gegant |
| 12 de desembre de 1978 | Piancavallo          | Eslàlom gegant |
| 3 de febrer de 1979    | Pfronten             | Eslàlom        |
| 4 de febrer de 1979    | Pfronten             | Combined       |
| 8 de febrer de 1979    | Maribor              | Eslàlom        |
| 8 de desembre de 1979  | Limone Piemonte      | Eslàlom gegant |
| 15 de desembre de 1979 | Berchtesgaden        | Eslàlom gegant |
| 15 de desembre de 1979 | Limone Piemonte      | Combined       |
| 13 de gener de 1980    | Arosa                | Eslàlom gegant |
| 20 de gener de 1980    | Bad Gastein          | Eslàlom        |
| 20 de gener de 1980    | Bad Gastein          | Combined       |
| 22 de gener de 1980    | Maribor              | Eslàlom        |
| 26 de gener de 1980    | Saint-Gervais        | Eslàlom gegant |
| 25 de febrer de 1980   | Waterville Valley    | Giant Slalom   |
| 27 de gener de 1981    | Les Gets             | Combined       |
| 8 de febrer de 1981    | Zwiesel              | Combined       |
| 12 de desembre de 1981 | Piancavallo          | Combined       |
| 18 de març de 1981     | Furano               | Giant Slalom   |
| 30 de gener de 1983    | Les Diablerets       | Combined       |
| 21 de desembre de 1983 | Haus im Ennstal      | Downhill       |
| 22 de desembre de 1983 | Haus im Ennstal      | Giant Slalom   |
| 14 de gener de 1984    | Bad Gastein          | Downhill       |
| 15 de gener de 1984    | Bad Gastein          | Combined       |
| 20 de març de 1984     | Zwiesel              | Eslàlom        |